# Karachai
Le Karachai (karatchaï balkar : Къарачай ат) est une race de chevaux de selle originaire du nord du Caucase, en Russie. Issu d'un mélange de chevaux de montagne et de plaine, dont des chevaux orientaux, sur plus de 1 000 ans, il est brièvement reconnu comme race séparée de 1935 à 1942, avant d'être fusionné dans la race voisine du Kabardin, puis de nouveau reconnu séparément. 
Le Karachai est un cheval d'équitation de taille moyenne, doté d'une robe foncée et de crins fournis. La majorité des effectifs se trouvent dans l'oblast autonome des Karatchaïs.

## Histoire

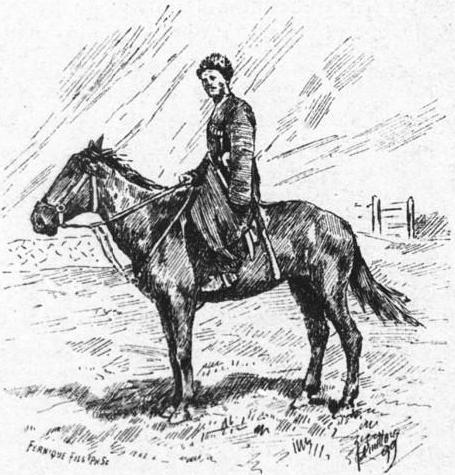
Cavalier Koratchai vu par Florence Craufurd dans Le Caucase, 1899.

En russe, le nom de cette race est Karatchaïevskaïa. « Karachai » est le nom anglais et français.
Les origines du Karachai remontent aux débuts du premier millénaire, par brassage entre des chevaux de montagne et d'autres types, notamment des chevaux orientaux et des steppes. Le premier volume du stud-book (registre généalogique) est publié en 1935, enregistrant 204 juments de race Karachai. La taille des sujets est alors assez réduite, avoisinant 1,45 m.
En 1942, le nom « Karachai » est supprimé, et les chevaux concernés sont fusionnés dans le sud-book du Kabardin. Après la Seconde Guerre mondiale, la race est influencée par des croisements avec des étalons Pur-sang et Kabardin, mais certains sujets n'ont pas été exposés à ces croisements. Le but était alors de revenir à une fonction de cheval de selle. 
La race a depuis été officiellement re-distinguée du Kabardin, ce qui fait du Karachai, avec le Kabardin, la seule race de chevaux originaire du Caucase à avoir perduré.

## Description

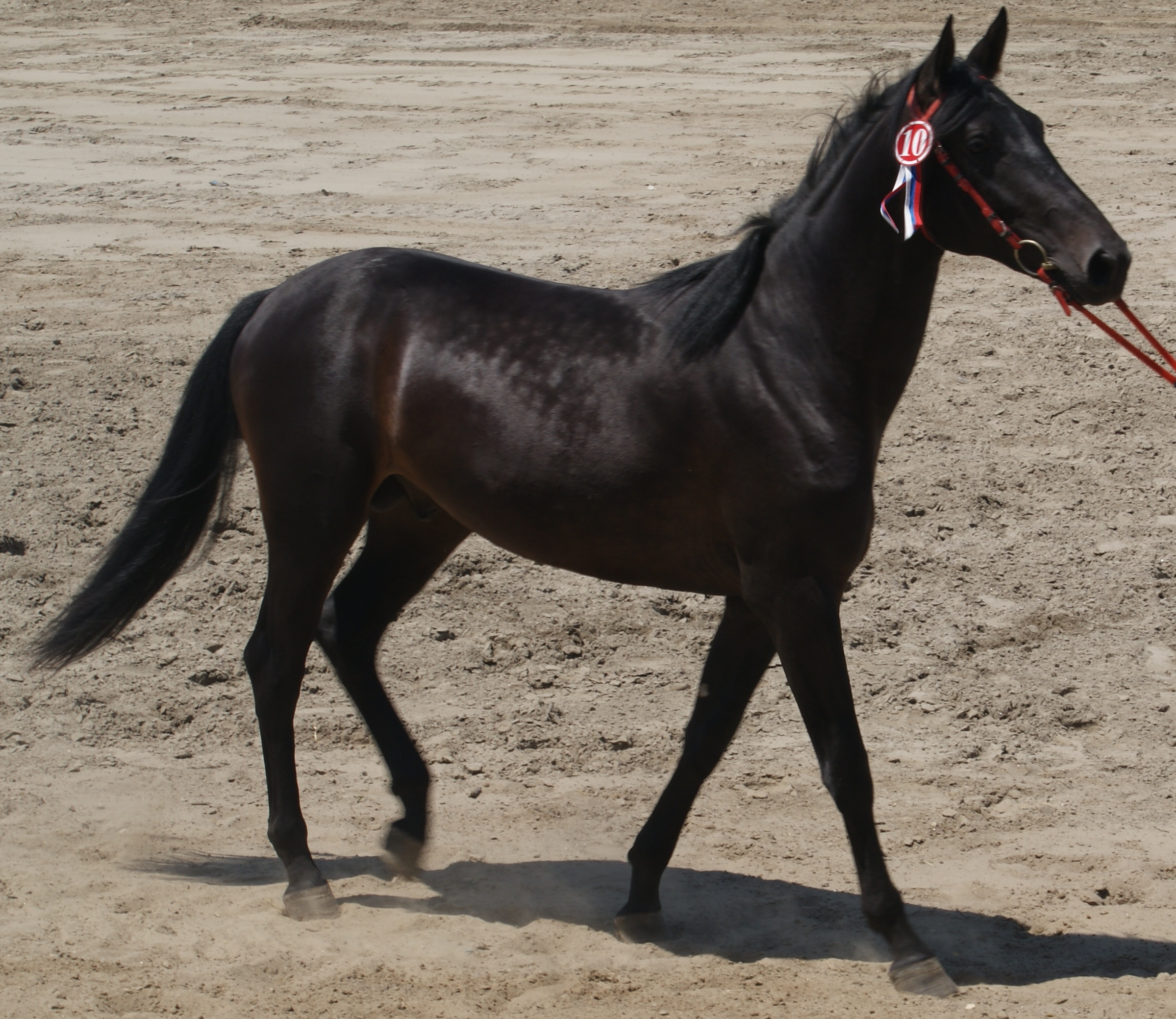
Étalon Karachai noir

Selon Bonnie lou Hendricks (Université de l'Oklahoma, 2007), il appartient au groupe des races de chevaux du Caucase du Nord. Selon la classification du professeur Vladimir Oskarovitch Witt, la race Karachai appartient au groupe des chevaux à corps allongé, de racine mongole. Bonnie lou Hendricks indique une taille moyenne de 1,45 m à 1,52 m.
Des mesures de référence ont été prises au haras № 168, 2001/2002 :
| Cheval Karachai | Taille | Tour de poitrine | Tour de canon |
| --------------- | ------ | ---------------- | ------------- |
| Étalons         | 157,8  | 189,8            | 20,3          |
| Juments         | 152,5  | 187,8            | 19,1          |

Le modèle est celui du cheval de selle léger. Bonnie lou Hendricks et le guide Delachaux le décrivent comme très proche du Kabardin, bien que plus massif et allongé. La tête est considérée comme élégante, certains Karachai présentant des oreilles incurvées vers l'intérieur. La crinière et la queue sont longues et flottantes.
La robe est généralement bai-brun, ou noire.
Le Karachai est enregistré sous le numéro 9354442 (élevage № 1278) dans le registre officiel du ministère de l'agriculture de la fédération de Russie (Moscou, 2016).

## Utilisations
Le Karachai est essentiellement un cheval de selle. Il était historiquement, tout à la fois, un cheval de traction et un cheval de selle pour les Karatchaïs, puis pour les forces militaires Cosaques de l'Empire russe, et un cheval de cavalerie pour l'armée de l'Union soviétique. Les chevaux Karachai modernes, et Anglo-Karachais, se rencontres dans divers domaines équestres, incluant des shows de présentation, des compétitions, des courses en région montagneuse, du saut d'obstacles, le tourisme, et l'agriculture. La race Karachai a été employée pour développer la race Tersk.

## Diffusion de l'élevage

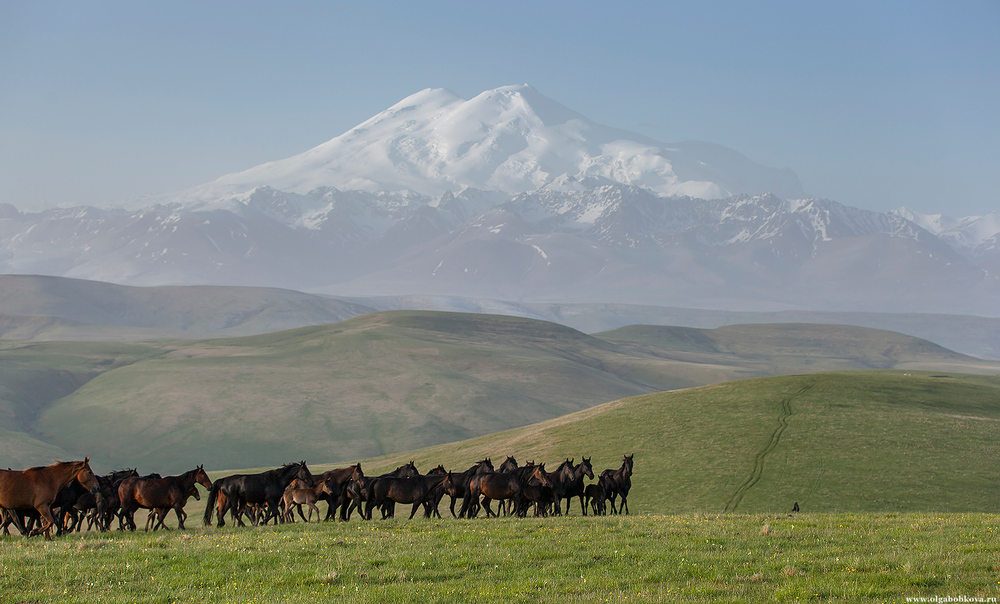
Groupe de chevaux Karachai en liberté.

Le Karachai est classé comme race de chevaux régionale de Russie, dans DAD-IS. Sa zone d'élevage se situe dans le nord du Caucase,. De nombreux chevaux ont été exportés hors de leur région originelle. 
L'étude menée par l'Université d'Uppsala, publiée en août 2010 pour la FAO, signale le Karachai comme race de chevaux internationale et transfrontière. L'unique relevé de population  disponible dans DAD-IS, daté de 2003, indique un effectif de 1 010 individus pour toute la Russie. 
En revanche, le Karachai est indiqué comme « commun » dans la seconde édition de l'encyclopédie de l'Université de l'Oklahoma (2007), qui fournit un effectif de plus de 10 000 chevaux dans l'oblast autonome des Karatchaïs. Les chevaux de cet oblast, considérés comme plus purs, sont notamment présents au haras de Malokarachaevski, ainsi que dans huit autres haras implantés dans cette région.